# Centistidea striata
Centistidea striata är en stekelart som beskrevs av Penteado-dias 1999. Centistidea striata ingår i släktet Centistidea och familjen bracksteklar. Inga underarter finns listade.

## Bildgalleri

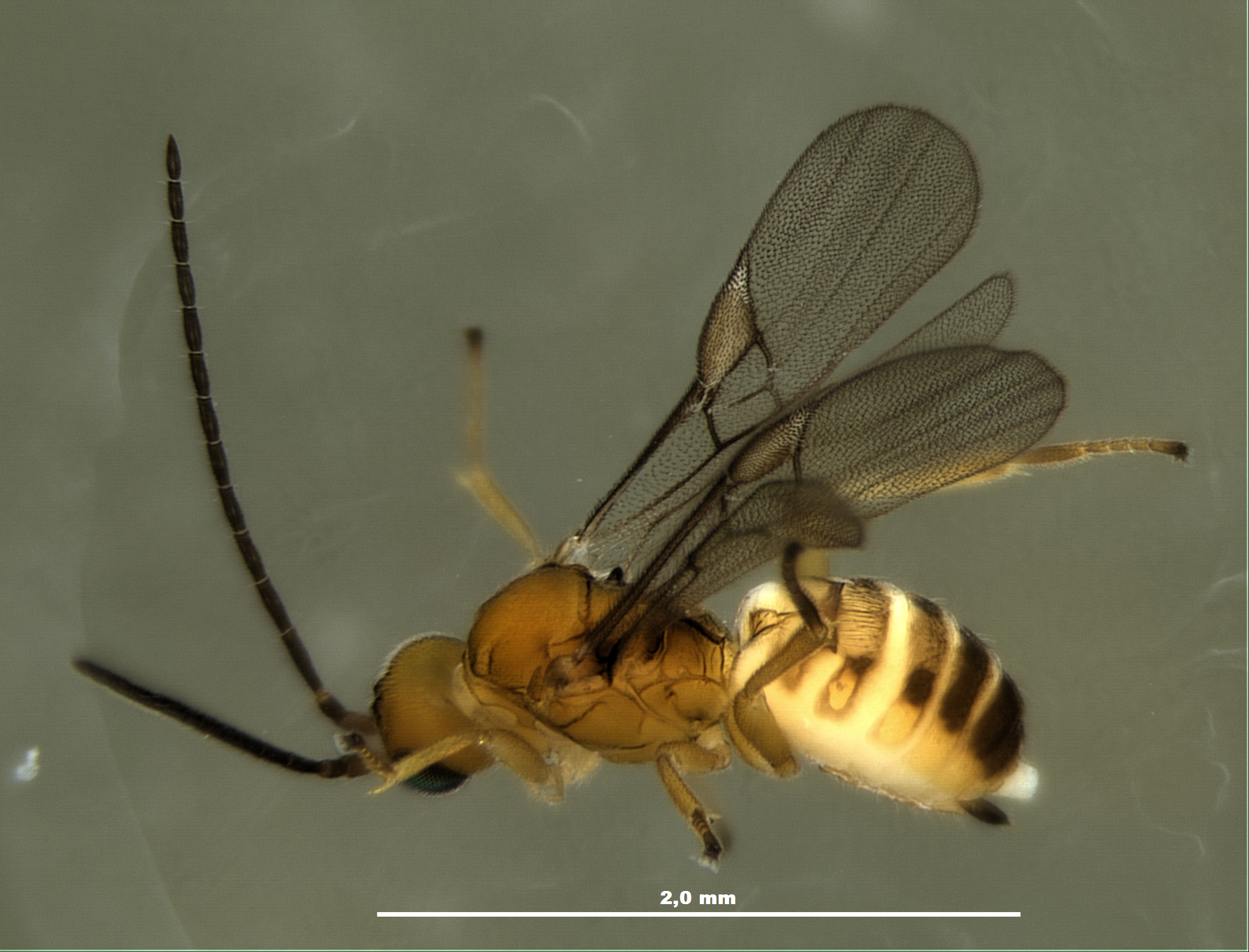